# Annia Fundania Faustina
Annia Fundania Faustina war die Tochter des Marcus Annius Libo und Cousine des römischen Kaisers Mark Aurel und der Annia Cornificia Faustina.
Annia Fundania Faustina entstammte einer herausragenden senatorischen Familie. Ihr Großvater Marcus Annius Verus wurde während der Regierungszeit Vespasians unter die Patrizier aufgenommen und im Laufe seiner außergewöhnlichen Karriere dreimal Konsul: Suffektkonsul im Jahr 97 und ordentlicher Konsul unter Hadrian 121 und 126, zudem wohl 121 Präfekt der Stadt Rom (praefectus urbi) als Stellvertreter des Kaisers bei dessen Abwesenheit. Als Person, die ohne familiäre Bindung an das Kaiserhaus dreimal das Konsulat erlangte, war zuletzt Lucius Licinius Sura eine Generation vorher ausgezeichnet worden. Die Großmutter Fundania Faustinas war Rupilia Faustina, zu deren Vorfahren die Scribonii Libones und die Calpurnii Pisones Frugi zählten.
Annia Fundania Faustina, die bei Galenos und in der Historia Augusta nur Annia Faustina, in einer Inschrift Fundania Faustina genannt wird, heiratete Titus Pomponius Proculus Vitrasius Pollio. Er hatte unter Hadrian eine steile senatorische Karriere begonnen, war im Jahr 176 zum zweiten Mal Konsul, wurde um das Jahr 180 mit Statuen auf dem Trajansforum sowie im Tempel des Antoninus Pius und der Faustina öffentlich geehrt und starb nach dem Jahr 184. Aus der Ehe stammten die Tochter Vitrasia Faustina und der Sohn Titus Fundanius Vitrasius Pollio. Der Sohn muss vor dem Jahr 170 in das Kollegium der Salier aufgenommen worden sein. Weitere Daten über sein Leben sind nicht bekannt. Vitrasia Faustina hat laut einer Inschrift in der kampanischen Stadt Cales, aus der die gens Vitrasia stammte, einen Tempel der Magna Mater wiederherstellen lassen. Um das Jahr 182 ließ Commodus sie hinrichten, wahrscheinlich in Zusammenhang mit der Verschwörung des Publius Taruttienus Paternus. Möglicherweise starb auch ihr Bruder im Rahmen der Verfolgungen, die der Verschwörung folgten.
Annia Fundania Faustina, die in den 160er-Jahren dem Kaiserhaus eng verbunden war und den jungen Commodus während einer Erkrankung pflegte, wird in mehreren Inschriften zusammen mit ihrem Mann genannt, unter anderem als Stifter von Altären für die Nymphen im Legionslager Legio der römischen Provinz Hispania citerior und in  Reii Apollinaris in der Gallia Narbonensis. Das Ehepaar scheint auch Grundbesitz und Werkstätten für die Herstellung von Ziegeln, eine figlina, besessen zu haben. Wahrscheinlich kam die figlina als Nachlass des Marcus Annius Libo in Fundania Faustinas Besitz.
Im Jahr 191 kam es zu einer „Verschwörung“ – die Historia Augusta spricht von Rebellion –, deren Hintergründe verborgen bleiben. Ein gewisser Iulius Alexander hatte sich im syrischen Emesa eines Vergehens gegen den Kaiser schuldig gemacht und wurde auf Befehl des Commodus verfolgt, entzog sich aber durch Suizid. Eine in der Historia Augusta überlieferte Liste hingerichteter Angehöriger der vornehmsten römischen Familien wird auf dieses Ereignis bezogen und als Proskriptionsliste gedeutet. Zahlreiche Konsuln und Familienmitglieder des Commodus selbst wurden Opfer der Verfolgungen, unter denen auch Annia Fundania Faustina genannt wird, die sich zu der Zeit in der römischen Provinz Achaea aufhielt. Ob der Zusammenhang mit den Proskriptionen für Annia Fundania Faustina wirklich herzustellen ist, bleibt jedoch ebenso unsicher wie die Frage, ob Achaea ihr privates Rückzugsgebiet war oder sie dorthin ins Exil geschickt worden war. Ende 191 oder Anfang 192 wurde sie ermordet.